# Programa Brasileiro da Rádio Vaticano
O Programa Brasileiro da Rádio Vaticano é um programa de rádio criado em 12 de março de 1958, 27 anos após a fundação da Rádio Vaticano.
O programa apresenta notícias internacionais, enfatizando temas e problemáticas relacionados com a liberdade e os direitos humanos, sobretudo o direito à vida.